# Sphaerotherium angulatum
Sphaerotherium angulatum är en mångfotingart som beskrevs av Butler 1878. Sphaerotherium angulatum ingår i släktet Sphaerotherium och familjen Sphaerotheriidae. Inga underarter finns listade i Catalogue of Life.